# 悪ノ王国 〜Evils Kingdom〜
『悪ノ王国 〜Evils Kingdom〜』（あくのおうこく 〜エビルズ・キングダム〜）は、2010年12月22日に発売されたmothy_悪ノPのメジャーデビューオリジナルアルバム。ボーカルは音声合成ソフトの鏡音リン・レンや初音ミクなど。
アルバムのアーティスト名は「mothy_悪ノP feat. 鏡音リン、鏡音レン」。
発売元はEXIT TUNES、販売元はポニーキャニオン。規格品番はQWCE-10031。
キャッチコピーは「運命分かつ哀れな双子、傲慢な娘（リン）とその召使（レン）の物語。」「色欲、悪食、嫉妬、強欲…罪深き彼らをどうか許し給え」。

## 概要
ニコニコ動画に投稿されたmothy_悪ノPによる楽曲群は、「悪ノ大罪シリーズ」として人気が高く、本作はこれらシリーズを新曲書き下ろしと共に収録して取りまとめたアルバムとなる。特に代表作である「悪ノ娘」「悪ノ召使」は100万再生を突破する超人気楽曲となった。この2楽曲は、齢14にして暴君の限りをつくす王女（モデル：鏡音リン）、そして、召使いとして城に仕える双子の弟（モデル：鏡音レン）の物語。「悪ノ娘」楽曲中では、革命で王女は処刑されるものの、「悪ノ召使」曲中では、処刑当日に起きたある出来事が明かされる。各曲とも王女と召使いの視点で並列に描かれ、2010年には、舞台化、小説化、漫画化された。
mothy_悪ノPの楽曲は、中世ヨーロッパのような架空の世界を舞台としたストーリー性のある音楽で、投稿された楽曲MV上でも、初音ミクや鏡音リン・レンなどを登場人物に見立て、グリム童話や中世の悲劇などに影響された独自の世界観を特徴とし、最終的なストーリーのどんでん返しなどが人気を呼ぶ。収録曲は「七つの大罪シリーズ」の一部と位置づけられており、新曲「クロノ・ストーリー」、「悪徳のジャッジメント」を含み、隠しトラックが収録されている。
ジャケットイラストレーターは壱加。ジャケットやCD盤には、キーワードなど楽曲の世界と連動した謎解きが仕込まれている。歌詞に登場するキーワードや伏線、そしてCD本体に仕込まれている謎解きがあり、各曲の繋がりも明らかになった。
販売価格は2000円。販売時は、壱加によるクレジットカード型フェイクカード、携帯ストラップなどが付属特典とされ、一部ショップでは『限定ボカロ大罪トランプカード』（全6種）1枚がプレゼントとなった。

## 収録曲
- 全作詞・作曲 -mothy_悪ノP

| #  | リリース日 | リリース日 | 収録アルバム              | 楽曲タイトル                 | 歌唱キャラクター                                   | 時間 | 備考                                                     |
| #  | 年         | 月日       | 収録アルバム              | 楽曲タイトル                 | 歌唱キャラクター                                   | 時間 | 備考                                                     |
| -- | ---------- | ---------- | ------------------------- | ---------------------------- | -------------------------------------------------- | ---- | -------------------------------------------------------- |
| 1  | 2010年     | 012月022日 | 悪ノ王国〜Evils Kingdom〜 | moonlit bear                 | 初音ミク＆KAITO                                    | 6:51 | ー                                                       |
| 2  | 2010年     | 012月022日 | 悪ノ王国〜Evils Kingdom〜 | 置き去り月夜抄               | 鏡音リン＆鏡音レン                                 | 3:55 | ー                                                       |
| 3  | 2010年     | 012月022日 | 悪ノ王国〜Evils Kingdom〜 | クロノ・ストーリー           | 巡音ルカ＆鏡音リン＆鏡音レン                       | 4:55 | ー                                                       |
| 4  | 2010年     | 012月022日 | 悪ノ王国〜Evils Kingdom〜 | ヴェノマニア公の狂気         | 神威がくぽ＆初音ミク＆巡音ルカ＆MEIKO＆GUMI＆KAITO | 4:02 | ー                                                       |
| 5  | 2010年     | 012月022日 | 悪ノ王国〜Evils Kingdom〜 | 悪食娘コンチータ             | MEIKO＆鏡音リン＆鏡音レン                          | 3:30 | ー                                                       |
| 6  | 2010年     | 012月022日 | 悪ノ王国〜Evils Kingdom〜 | トワイライトプランク         | 鏡音リン＆鏡音レン                                 | 5:01 | ー                                                       |
| 7  | 2010年     | 012月022日 | 悪ノ王国〜Evils Kingdom〜 | 悪ノ娘                       | 鏡音リン                                           | 4:35 | ー                                                       |
| 8  | 2010年     | 012月022日 | 悪ノ王国〜Evils Kingdom〜 | 悪ノ召使                     | 鏡音レン                                           | 4:49 | ー                                                       |
| 9  | 2010年     | 012月022日 | 悪ノ王国〜Evils Kingdom〜 | リグレットメッセージ         | 鏡音リン                                           | 3:22 | ー                                                       |
| 10 | 2010年     | 012月022日 | 悪ノ王国〜Evils Kingdom〜 | 白ノ娘                       | 弱音ハク（初音ミク）                               | 4:54 | ー                                                       |
| 11 | 2010年     | 012月022日 | 悪ノ王国〜Evils Kingdom〜 | Re_birthday                  | 鏡音レン                                           | 4:17 | ー                                                       |
| 12 | 2010年     | 012月022日 | 悪ノ王国〜Evils Kingdom〜 | 円尾坂の仕立屋               | 巡音ルカ                                           | 6:24 | ー                                                       |
| 13 | 2010年     | 012月022日 | 悪ノ王国〜Evils Kingdom〜 | 悪徳のジャッジメント         | KAITO                                              | 5:01 | ー                                                       |
| 14 | 2010年     | 012月022日 | 悪ノ王国〜Evils Kingdom〜 | 箱庭の少女                   | 初音ミク                                           | 5:21 | ー                                                       |
| 15 | 2010年     | 012月022日 | 悪ノ王国〜Evils Kingdom〜 | ハートビート・クロックタワー | KAITO                                              | 4:30 | ー                                                       |
| 16 | 2010年     | 012月022日 | 悪ノ王国〜Evils Kingdom〜 | ー                           | 鏡音リン＆鏡音レン（記載なし）                     |      | アルバムのシークレットトラックとして収録。タイトルなし。 |

## 特典

### 豪華特典4点セット
CD販売当時に同梱した特典は以下の通り。フェイクカードとストラップは壱加作画の楽曲MV「悪ノ召使」で提供されたイラストだが修正有無は不明。他のアイテムは同じく壱加作画で、ジャケットと同一のイラストが使用されている。
- 壱加が描く!「悪ノ召使」クレジットカード型フェイクカード (ゴールドカード仕様)
- 壱加が描く！数量限定！鏡音リン・レンオリジナル携帯ストラップ
- CD同封のアンケートに答えて、「悪ノ王国」ジャケクリアファイル
- 応募者全員プレゼント！！店頭にてB2サイズ大型ポスター

### 店舗特典
CD販売当時、一部の店舗では「限定ボカロ大罪トランプカード」も付属し、各楽曲で使用されたイラストでトランプカードを再現した。全6種。
- ダイヤのキング「ヴェノマニア公の狂気」（作画：鈴ノ助）
- ハートのクイーン「悪食娘コンチータ」（作画：壱加）
- クローバーのクイーン「悪ノ娘」（作画：壱加）
- ハートのジャック「円尾坂の仕立屋」（作画：）※作画担当者名確認中
- ダイヤのジャック「悪徳のジャッジメント」（作画：ゆーりん@北乃友利）
- ダイヤのクイーン「箱庭の少女」（作画：鈴ノ助）

## レンタル・配信
主なサイトは以下の通り（2025年1月現在）。

### CDレンタル
- ゲオ宅配レンタル：2011年1月13日、レンタル開始[5]。
- TSUTAYA DISCASにて、2011年1月8日、レンタル開始[6]。

### 配信
- Apple Music：シークレットトラックの有無は不明[7]。
- amazon music：2015年7月15日、配信開始。シークレットトラックの有無は不明[8]。